# Đoàn Quang Dung
Đoàn Quang Dung  (1681-1741), người xã Phú Thị huyện Gia Lâm Hà Nội. Ông đỗ đệ tam giáp, đồng Tiến sĩ xuất thân khoa Canh Dần niên hiệu Vĩnh Thịnh thứ 6 năm 1710.
Ông làm quan đến chức Thượng thư bộ Lễ, tước Phụ Quận công và được cử làm Phó sứ (năm 1729) sang nhà Thanh (Trung Quốc). Sau khi mất, ông được tặng hàm Thiếu bảo. Có tài liệu ghi ông sau đổi tên là Đoàn Bá Dung . Tên ông được đặt cho một tuyến đường tại huyện Gia Lâm, thành phố Hà Nội.